# Adelaide Cabete
Adelaide de Jesus Damas Brazão Cabette (Alcáçova, Elvas, 25 de janeiro de 1867 — São Sebastião da Pedreira, Lisboa, 14 de setembro de 1935), mais conhecida como Adelaide Cabete (na atual ortografia), foi uma das principais feministas portuguesas do século XX. Republicana convicta, foi médica obstetra, ginecologista, professora, maçom, autora, benemérita, pacifista, abolicionista, defensora dos animais e humanista.
Foi pioneira na reivindicação dos direitos das mulheres, e durante mais de vinte anos, presidiu ao Conselho Nacional das Mulheres Portuguesas. Nessa qualidade reivindicou para as mulheres o direito a um mês de descanso antes do parto (licença de maternidade) e em 1912 reivindicou também publicamente o direito ao voto feminino, sendo-lhe apenas concedido em 1933, tornando-se na primeira e única mulher a votar, em Luanda, onde viveu, sob a nova lei eleitoral da Constituição Portuguesa de 1933.

## Biografia

### Primeiros Anos de Vida

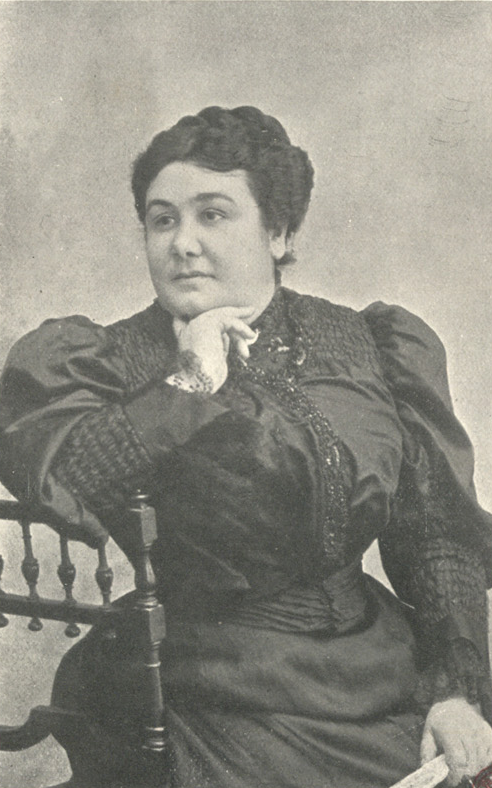
Retrato de Adelaide Cabete (1908)

Nascida a 25 de janeiro de 1867 e batizada a 7 de fevereiro de 1867 em Alcáçova, Elvas, Adelaide de Jesus Damas Brazão, Cabette por casamento, era filha de Ezequiel Duarte Brazão, natural da mesma localidade, e de Balbina dos Remédios Damas, natural de Vila Boim, ambos de origens humildes e trabalhadores rurais. Muito cedo ficou órfã de pai e teve de trabalhar para sobreviver, ajudando a sua mãe na apanha e secagem da ameixa assim como em outras atividades domésticas, nomeadamente em casas de famílias ricas de Elvas, o que a impediu de frequentar a escola primária. Contudo, e apesar das dificuldades, aprendeu a ler e escrever de forma autodidata.

### Casamento
A 10 de Fevereiro de 1886, com apenas 19 anos, casou na igreja paroquial de Santa Maria de Alcáçova, em Elvas, com Manuel Ramos Fernandes Cabette, chefe de posto de primeira classe da guarda fiscal, militante republicano e defensor dos direitos da mulheres, com 36 anos de idade e natural de Alhadas, Figueira da Foz, que a ajudava nas tarefas domésticas e que a incentivou a estudar, tendo-lhe oferecido como primeiro presente de namoro uma gramática. Pouco depois, em 1889, aos vinte e dois anos, Adelaide Cabete fez o exame da instrução primária, e em 1894 concluiu o curso liceal com distinção. Um ano depois, Manuel Cabete vendeu as suas propriedades para suportar os estudos da mulher e o casal mudou-se para Lisboa, onde a par da sua instrução médica foi-se introduzindo na militância republicana e feminista.
Posteriormente, em janeiro de 1916, Manuel Cabette faleceu vítima de doença prolongada, deixando a sua esposa viúva e sem descendência. Anos mais tarde, quando lhe perguntaram qual tinha sido o acontecimento mais importante na sua vida, candidamente respondeu: "O meu marido".

### Formação Académica
Em 1896, Adelaide Cabete matriculou-se na Escola Médico-Cirúrgica, concluindo o curso em 1900, com a tese "Proteção às mulheres grávidas pobres como meio de promover o desenvolvimento físico das novas gerações", onde apelava ao governo a concretização de estudos sobre a prevenção da natalidade e ainda propunha uma lei que permita às trabalhadoras repousar no último mês da gravidez, com um subsídio apurado entre os lucros da empresa, o Estado e uma quotização mensal dos trabalhadores. Teve como professores Miguel Bombarda, Curry Cabral, Ricardo Jorge e Alfredo da Costa, e tornou-se na terceira mulher a concluir o curso de Medicina no país.

### Carreira Profissional

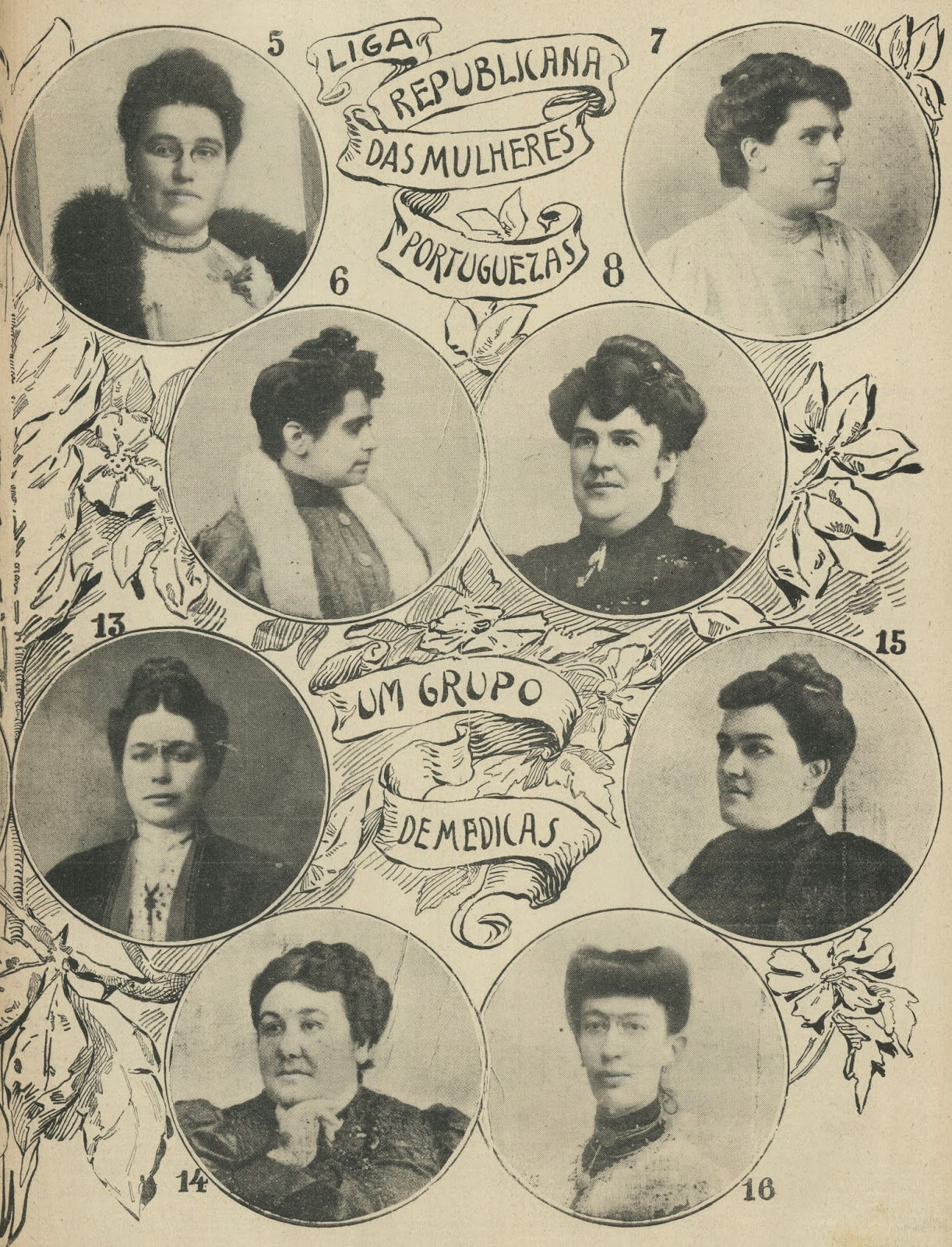
Suplemento do jornal O Século sobre as sufragistas da Liga Republicana das Mulheres Portuguesas, publicado a 12 de maio de 1910. 5 - Ana de Castro Osório; 6 - Maria Veleda; 7 - Beatriz Paes Pinheiro de Lemos; 8 - Maria Clara Correia Alves; 13 - Sofia Quintino; 14 - Adelaide Cabete; 15 - Carolina Beatriz Ângelo; 16- Maria do Carmo Joaquina Lopes.

Após a conclusão da especialidade, exerceu Ginecologia e Obstetrícia no seu consultório, sediado na Praça dos Restauradores, em Lisboa. Como médica, apelou à criação de apoios para as mulheres grávidas e escreveu inúmeros artigos para a divulgação dos cuidados materno-infantis, defendendo os cuidados básicos e a melhoria das condições de vida das crianças e das mulheres, para além dos benefícios da instrução, sendo o seu primeiro artigo publicado em 1901 no Jornal Elvense, com o título “Instrua-se a mulher”.
Anos mais tarde, em 1914, foi trabalhar para Odivelas, no Instituto Feminino de Educação e Trabalho, conhecido popularmente por «Meninas de Odivelas», onde não só exerceu como médica escolar como também foi professora de Higiene, Puericultura, Anatomia e Fisiologia, ensinando inclusive Educação Sexual às suas alunas.

### Activismo Republicano e Feminismo

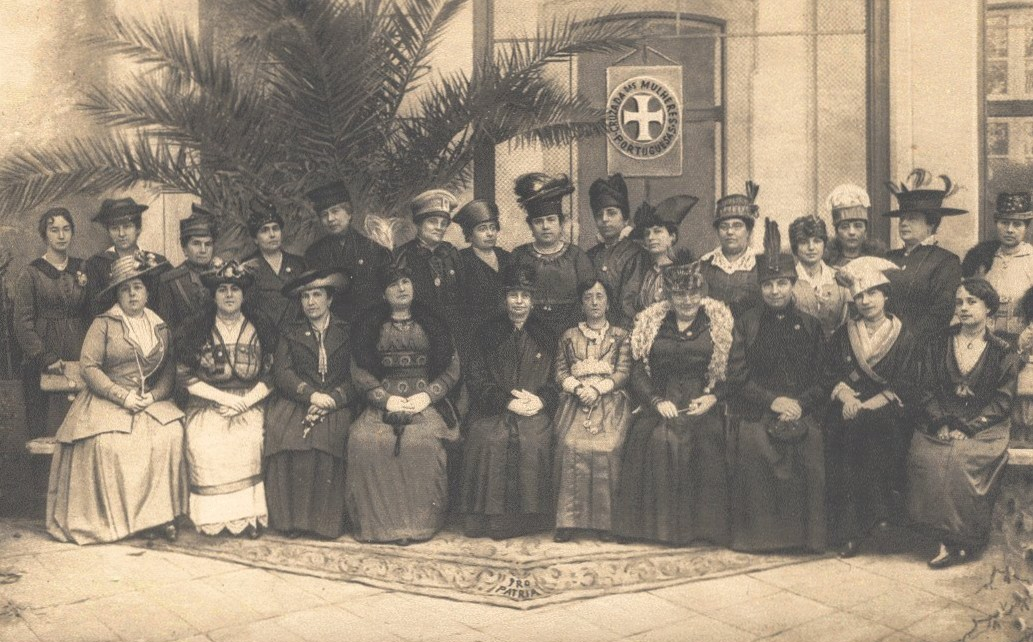
Elementos da Cruzada das Mulheres Portuguesas posam para um retrato de grupo junto ao seu estandarte. (1916)

Em 1906 aderiu ao comité português da agremiação francesa "La Paix et le Désarmement par les Femmes". Pouco depois, em 1908, juntamente com Ana de Castro Osório, Carolina Beatriz Ângelo e outras militantes republicanas feministas, tornou-se numa das co-fundadoras da Liga Republicana das Mulheres Portuguesas, onde defendia a emancipação e o sufrágio feminino.
Republicana militante, tal como o marido, Adelaide Cabete participou ativamente em movimentos de propaganda que antecederam a mudança de regime a 5 de outubro de 1910, escrevendo inúmeros artigos e discursando contra os monárquicos e os jesuítas. Em 1910, participou ativamente na Implantação da República, onde, a mando de Miguel Bombarda, que viria a falecer a dias da vitoriosa revolução, e com Carolina Beatriz Ângelo, coseu e bordou várias bandeiras vermelhas e verdes para serem hasteadas por Lisboa.
Em 1912 reivindicou o voto para as mulheres, e com outras mulheres da alta sociedade portuguesa, criou e integrou novas organizações feministas, como a Liga Portuguesa Abolicionista, as Ligas de Bondade, a Cruzada das Mulheres Portuguesas, nelas exercendo diversos cargos, e o Conselho Nacional das Mulheres Portuguesas, onde, a partir de 1914 e durante mais de vinte anos, viria a ocupar o cargo de presidente.
Benemérita, defendeu sempre as mulheres grávidas e pobres, as crianças e as prostitutas. Todavia, era radical em assuntos de "decência feminina", mostrando-se contrária à importação da moda feminina, criticando as saias curtas, recomendando o uso da saia até um palmo do chão e vestindo-se num estilo simples e conservador.
Humanista, aplaudiu o encerramento de tabernas e manifestou-se contra a violência nas touradas, o uso de brinquedos bélicos e outros assuntos que se revelariam temas vanguardistas para a época, e que ainda mantêm a sua atualidade.

### Congressos Nacionais e Internacionais
Na experiência docente caracterizava-se nas teorias pedagógicas com exemplos práticos, que apresentou em vários congressos, entre os quais se destacaram: Congresso Internacional das Ocupações Domésticas em Gand, Bélgica (1913); Congresso Internacional Feminino em Roma, Itália (1923); Congresso do Conselho Internacional das Mulheres em Washington, Estados Unidos (1925); I e II Congressos Feministas e da Educação (1921 e 1928) e Congressos Abolicionistas (1926 e 1929), ambos em Lisboa. Em alguns chegou mesmo a representar o governo português no estrangeiro.

### Publicações

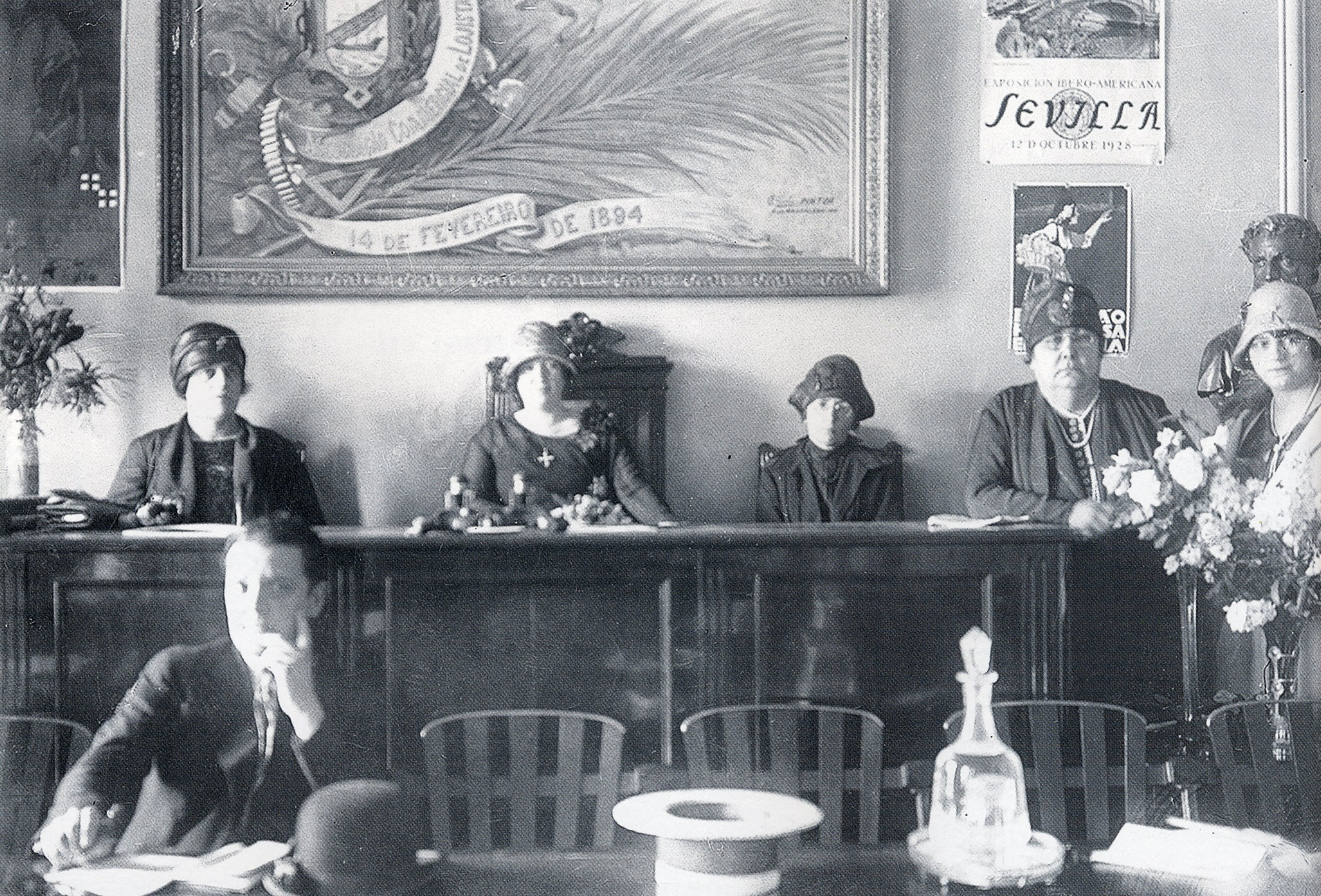
II Congresso Feminista e da Educação, realizado pelo Conselho Nacional das Mulheres Portuguesas, em Lisboa (1928).
Da esquerda para a direita: Angélica Viana Porto, Elisa Soriano, Beatriz Magalhães, Adelaide Cabete e Maria Leonarda Correia da Costa.

Escreveu dezenas de artigos de diversas temáticas, sendo estes essencialmente de carácter médico-sanitário, mas também de acordo com as suas preocupações sociais, apresentando soluções e medidas profiláticas de doenças e epidemias, publicando sobre o assunto nas obras "Papel que o Estudo da Puericultura, da Higiene Feminina, etc. deve desempenhar no Ensino Doméstico" (1913), "Proteção à Mulher Grávida" (1924) e "A Luta Anti-Alcoólica nas Escolas" (1924). Escreveu também artigos onde demonstrava as suas reivindicações de carácter feminista, tendo fundado e dirigido a revista Alma Feminina (entre 1920 e 1929) e colaborado com numerosas publicações periódicas como: Educação; Educação Social; O Globo; A Mulher e a Criança; Pensamento; O Rebate e a Renovação (1925-1926).

### Maçonaria

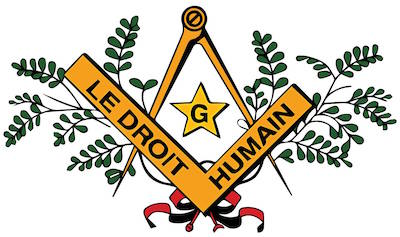
Emblema da federação maçónica internacional e mista "Le Droit Humain" fundada em 1912

Em 1907, foi iniciada do Grande Oriente Lusitano, integrando a Loja Humanidade, sob o nome maçónico da revolucionária francesa Louise Michel. 
Em 1923, dada a conjuntura política da época e vários desentendimentos dentro do Grande Oriente Lusitano relativamente à integração de Lojas femininas de forma equiparada com as masculinas, sentindo-se desiludida e cansada, Adelaide Cabete decidiu filiar-se na Ordem Mista Internacional “Le Droit Humain", sedeada em Paris, que aceitava tanto homens como mulheres em igualdade de direitos. Nesse contexto, foram-lhe concedidos poderes para instalar novamente a Loja Humanidade, agora sob o Rito Francês Moderno, sendo esta a primeira Loja da Ordem Mista Internacional "Le Droit Humain" em Portugal e a primeira Loja maçónica mista em Portugal.

### Últimos Anos de Vida
Em 1929, partiu com o sobrinho Arnaldo Brazão para Luanda, Angola, sentindo-se profundamente desiludida com a instável situação política do país e com a iminente implantação do Estado Novo. Por lá, continuou a escrever e a exercer medicina, envolvendo-se em algumas polémicas, enquanto lutava pela causa feminista e a defesa dos direitos dos indígenas, assim como ao livre acesso à saúde pública. Foi com esse mesmo objetivo que reivindicou a construção de uma maternidade pública, vindo a construir-se, em resultado dessa sua ação, a Maternidade Alfredo da Costa em Lisboa, no ano de 1932. Um ano depois, tornou-se na primeira e única mulher a votar em Luanda após a nova Constituição Portuguesa de 1933.
Em 1934, ficou gravemente ferida num acidente com uma arma de fogo. Pouco tempo depois, com 67 anos de idade e ainda com a saúde bastante debilitada, decidiu voltar a Lisboa, onde poderia ter melhores condições para recuperar e ter acesso a outros tratamentos. Contudo, sofreu uma queda onde partiu uma perna, piorando o seu estado. 
Um ano depois, Adelaide Cabete faleceu a 14 de setembro de 1935, vítima de insuficiência cardíaca, na casa que possuía situada no Largo Dr. Afonso Pena (atual Campo Pequeno), nº 52 R/C, na freguesia de São Sebastião da Pedreira, em Lisboa. Encontra-se sepultada no Cemitério do Alto de São João em Lisboa.

## Biografia Maçónica
Iniciada a 1 de março de 1907, na Loja Feminina Humanidade (n.º 276) do Rito Escocês Antigo e Aceite, e depois do Rito Francês Moderno, com o nome simbólico de Louise Michel, Adelaide Cabete exerceu naquela oficina sob os auspícios do Grande Oriente Lusitano Unido até 1914, tendo atingido o 18º grau em 10 de julho de 1911. Posteriormente, entre 1920 e 1923, frequentou a loja maçónica com sucessivos afastamentos e recomeços, vendo a sua Obediência retirar a igualdade de tratamento ao ser exigido que a R∴L∴ Humanidade permanecesse como Loja de Adoção, isto é, sem os plenos direitos que antes detinha em igualdade com as Lojas masculinas.
Depois desse ato de despromoção, a Venerável Mestre da Loja Humanidade, então exclusivamente feminina, retirou a sua agremiação dessa Obediência e pediu ao Supremo Conselho Universal Misto da Ordem Maçónica Mista Internacional - "Le Droit Humain" a sua filiação, o que veio a suceder ainda nesse mesmo ano de 1923, fundando a Jurisdição Portuguesa da Ordem Maçónica Mista Internacional "Le Droit Humain" - O Direito Humano, e criando deste modo a primeira Loja mista em Portugal.

Zenite de Paris, 24 de Maio de 1923 Era Vulgar
Eu, abaixo assinado, Grão-Mestre, Presidente do Supremo Conselho Misto Internacional "Le Droit Humain", confiro à Muito Cara e Venerável Cavaleira Adelaide Cabete, 18º, o poder de proceder à instalação a Oriente de Lisboa (Portugal) da Respeitável Loja "Le Droit Humain" nº 776 "Humanidade".

Com a sua admissão na Ordem Maçónica Mista Internacional - "Le Droit Humain", Adelaide Cabete em conjunto com outros Irmãos e outras Irmãs, apesar das extremas dificuldades em encontrar um local de reunião, perseguiu tenazmente o objetivo de criar uma federação autónoma em Portugal, criando pelo menos mais três Lojas mistas: R∴L∴ "Humanidade", a Oriente de Lisboa; R∴L∴ "Fiat Lux", a Oriente de Lisboa, e a R∴L∴ "Trindade Leitão" a Oriente de Alcobaça, bem como pelo menos dois triângulos maçónicos (embriões de futuras Lojas), o Triângulo "Solidariedade" a Oriente de Beja e "Amaia" a Oriente de Portalegre, e ainda duas R∴L∴ de Altos Graus do R.E.A.A. (Rito Escocês Antigo e Aceite) sendo uma dessas Lojas um capítulo da Loja "Humanidade" e o Areópago "Teixeira Simões", ambos a Oriente de Lisboa, dando assim origem à Jurisdição Portuguesa de que foi Presidente até 1935, data da sua morte, e por inerência Venerável Mestre do Areópago "Teixeira Simões", chegando ao 20.º grau.

## Homenagens
- Em 1976, a Câmara Municipal de Lisboa homenageou a médica dando o seu nome a uma rua na zona da Quinta dos Condes de Carnide, em Carnide. Para além dessa rua, o seu nome foi atribuído a outras ruas nos concelhos de Loures, Seixal, Almada, Entroncamento, Moita, Setúbal, Cascais, Vila Franca de Xira, Oeiras, Amadora, Sintra e Odivelas.
- Em Odivelas, local onde leccionou, com a reestruturação das escolas secundárias do concelho, o seu nome foi atribuído ao Agrupamento de Escolas Adelaide Cabette.
- No âmbito da Caminhada do Dia Municipal da Igualdade, a 22 de outubro de 2017, a União de Mulheres Alternativa e Resposta (UMAR) realizou uma breve homenagem à ativista republicana e feminista colocando uma placa simbólica no local onde se situava o antigo consultório de Adelaide Cabete, situado no nº 10 da Rua dos Restauradores em Lisboa.
- Em 2019 foi realizada a exposição “E contudo, elas movem-se! Mulheres e ciência” na Reitoria da Universidade do Porto, homenageando-se 12 mulheres portuguesas que trouxeram  importantes avanços sociais e científicos à sociedade portuguesa, tais como Leopoldina Ferreira Paulo, a primeira mulher a doutorar-se na Universidade do Porto, Carolina Beatriz Ângelo, a primeira mulher a votar em Portugal em 1911, e Adelaide Cabete.[22]
- No mesmo ano, a marca de sapatos portuguesa Josefinas lançou a colecção Sufragette White em homenagem ao movimento das sufragistas. Existindo apenas 100 unidades, cada par de sabrinas contém o nome de uma das 100 mulheres escolhidas, gravado na sola do sapato. Para além do nome de várias ativistas internacionais, a coleção incorporou ainda seis nomes de ativistas portuguesas, incluindo o de Adelaide Cabete.[23]

## Representação na Cultura Popular

### Literatura
- A Maçon (1997), peça teatral escrita por Lídia Jorge sobre a vida de Adelaide Cabete;[24]
- Adelaide Cabete e a Palavra Encontrada: História de uma fundadora (2010), obra de Risoleta C. Pinto Pedro;
- Perfil de uma Pioneira: Adelaide Cabete (1867-1935) (2011), obra de Isabel Lousada;[25]

- As Mulheres e a República (2016), coleção infanto-juvenil de seis volumes da autoria de Rosabela Afonso, sobre Carolina Beatriz Ângelo, Adelaide Cabete, Maria Veleda, Ana de Castro Osório, Angelina Vidal e Emília de Sousa Costa.[26]

### Teatro
- A Maçon (1997), peça teatral decorrida no Teatro Nacional D. Maria II, com texto de Lídia Jorge, encenação de Carlos Avilez, cenário e figurinos de José Costa Reis, movimento de Olga Roriz, e interpretações de Eunice Muñoz no papel principal de Adelaide Cabete, João Grosso, João d'Ávila, Fernanda Alves, Paula Mora, Zita Duarte, Catarina Avelar, Maria Amélia Matta, Manuel Coelho, Henrique Canto e Castro, António Banha, Vítor Ribeiro, Madalena Braga, Maria Muñoz, Mafalda Vilhena, Mónica Garnel, Alexandra Diogo, Melanie Mederlind, Ana Castro e Carlos Vieira.[27]